# Plaça de l'Església (Menàrguens)
Plaça de l'Església és una plaça pública de Menàrguens (Noguera) inclosa a l'Inventari del Patrimoni Arquitectònic de Catalunya.

## Descripció
La plaça de l'església de Menàrguens es troba al centre del nucli antic, als peus del turó del castell en el seu vessant sud-est. La plaça, de forma allargada en sentit des del sud-oest al nord-est, està dominada per l'església de Sant Vicenç a la banda nord-oest, mentre que la banda oposada se soluciona amb una porxada de diferents formes constructives. La plaça, urbanísticament pot ser considerada com un eixamplament del carrer Major entre l'església i l'ajuntament, edifici del segle xiv (avui molt refet) amb una base porxada d'arcs de mig punt que tanca el conjunt al cantó sud-oest de l'església.

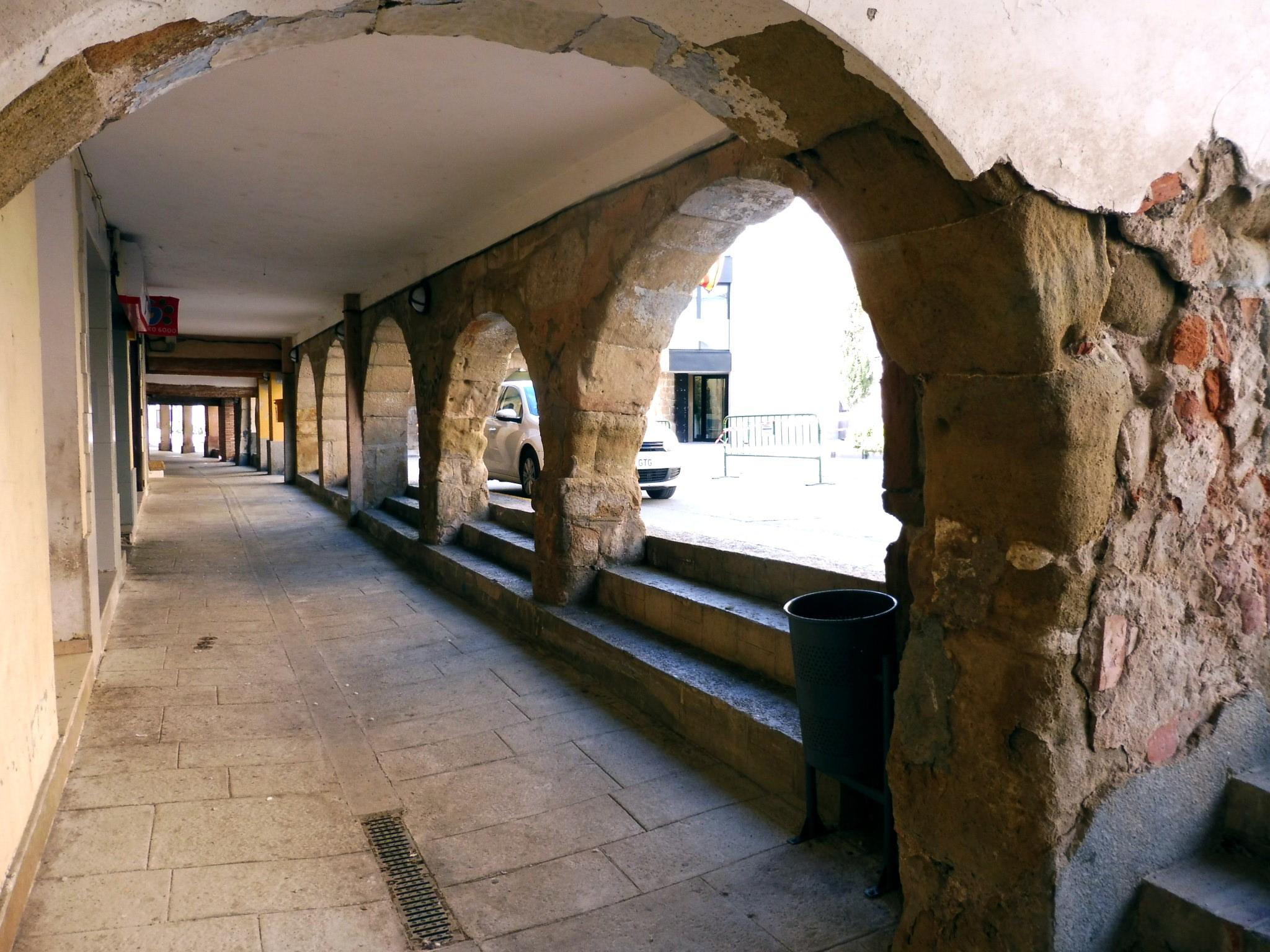
Porxada

La porxada del vessant sud-est està constituïda per 5 arcs de mig punt de carreus regulars de pedra que sostenen els habitatges actuals i creen un corredor situat a un pla més baix que el nivell actual de la plaça. A aquest corredor s'accedeix des d'una obertura al cantó nord-est també amb arc de mig punt. Transcorregut el tram de les 5 obertures en arc rodó, la solució canvia a arcs de llinda (pilars i arquitraus), amb 5 obertures més d'aquesta mena. Això crea un pas cobert per a vianants de més de 50 m des del qual, si s'accedeix des del sud-oest, la imponent presència de l'església gòtica (parcialment reconstruïda) de Sant Vicenç domina l'atenció visual.
El tram d'arcs de mig punt correspon actualment a un immoble de factura contemporània, però els arcs conserven la pedra vista amb alguna reparació moderna. Malauradament, la façana d'aquest immoble s'allunya de la que devia ser el seu aspecte original. En el tram d'arcs de llinda en canvi (que correspon a tres immobles contemporanis diferents amb façanes més pròximes a l'aspecte que devien tenir en època medieval) els pilars estan arrebossats i pintats de manera que no és visible la pedra de base.

## Història
El castell de Menàrguens apareix documentat el 1050 però no és fins al 1163 que el comte Ermengol VII d'Urgell concedeix als repobladors del lloc la carta de poblament.. El 1270 Menàrguens va passar a la corona i tot seguit Jaume I les infeudà a Arnau de Calaf. En temps de Pere el Gran i de Jaume II, la vila, el castell i l'església van ser afavorits amb drets i concessions. En aquesta època, segle xiv, data la construcció de l'edifici de la paeria o casa de la vila. El 1415, després de la rebel·lió del comte Jaume d'Urgell el Dissortat, el castell i la vila van ser venuts a l'abat de Poblet, abadia que ja hi tenia donacions des de 1186 i 1237. Des d'aquesta data, Menàrguens va passar a constituir una part integrant de la baronia d'Urgell pròpia de Poblet fins a l'extinció de les senyories el segle xix.